# Степанов Артем Романович
Артем Романович Степанов (нар. 10 серпня 2007, Луцьк, Україна) — український футболіст, нападник німецького клубу «Баєр 04» на правах оренди виступає за «Нюрнберг». Гравець юнацької збірної України U-19.

## Клубна кар'єра
Вихованець луцької «Волині», де займався з шести років. Перший тренер — Микола Володимирович Кльоц. У своє тринадцятиріччя проходив перегляд у донецькому «Шахтарі», за підсумком якого було зараховано до академії клубу. Степанов нічого не підписував із донецьким клубом, тому після початку російського вторгнення в Україну мав можливість без компенсації покинути «Шахтар».
В результаті Артему запропонували виїхати до академії мюнхенської «Баварії», де він перебував на перегляді приблизно місяць. Клуб готувався запропонувати Степанову контракт, але за підсумком через «незрозумілу ситуацію з неспортивного боку» Артем так і не підписав контракт із «Баварією». Натомість гравець приєднався в леверкузенський «Баєр 04», чому допоміг старий друг батька, який жив у Німеччині. За його допомогою в середині липня він опинився на перегляді у «фармацевтів», які за три дні запропонували Степанову контракт. Він відразу почав багато забивати за команду до 17 років, а згодом і команди U-19. У сезоні грав у Юнацькій лізі УЄФА та навіть забив гол у ворота «Мілана».
7 вересня 2023 року дебютував за «Баєр 04» у товариській грі проти аахенської «Алеманії». 9 січня 2024 року продовжив контракт з клубом до 2027 року. Вперше на лаву запасних «Баєра» потрапив 28 серпня в першому раунді Кубка Німеччини проти «Карл Цейса».
За першу команду «фармацевтів» дебютував 26 листопада в Лізі чемпіонів УЄФА 2024/25 у матчі проти «Ред Булла» (Зальцбург), вийшовши на заміну на 73-й хвилині замість Патріка Шика. Завдяки цьому у віці 17 років, 3 місяців та 16 днів Степанов став наймолодшим українським футболістом, який зіграв у Лізі чемпіонів УЄФА, побивши рекорд Дмитра Чигринського (його дебют відбувся у віці 18 років та 1 місяця).

## Кар'єра у збірній
10 травня 2023 року Степанов дебютував за юнацьку збірну України U-16. У жовтні того ж року дебютував у збірній до 17 років, за яку забив шість голів у восьми матчах. Брав участь на юнацькому чемпіонаті Європи 2024 року до 17 років, де зіграв проти Сербії та Чехії.
У вересні 2024 року Степанов провів свій перший матч за юнацьку збірну України U-19.

## Стиль гри
Степанов — технічний, сильний і швидкий гравець, який добре бачить ворота у штрафному майданчику і небезпечний при ударах головою. Є правшею. Своїм зростом, фактурою і волоссям нагадує Ерлінга Голанна.

## Особисте життя
Є сином іншого футболіста, Романа Степанова, який теж був вихованцем «Волині». У грудні 2023 року склав тест на володіння німецькою мовою на рівні A2.